# Prefix telefonic 202 (Statele Unite ale Americii)
Prefixul telefonic 202 nord-american, conform originalului  "area code 202" , face parte din cele folosite în Canada și Statele Unite ale Americii fiind prefixul desemnat al districtului federal american Washington, D.C.. Este unul din prefixele nord-americane inițial desemnate în octombrie 1947.
La data de 1 decembrie 2011, nu existau nici un fel de planuri de a avea un alt prefix telefonic care să se suprapună peste zona acoperită (în original, overlay) de acest prefix, întrucât entitatea însărcinată cu desemnarea prefixelor telefonice, North American Numbering Plan Administration, estimează că acest prefix nu area nevoie de suplimentare până cel puțin în anul 2018. 
Pentru orice convorbire locală din interiorul districtului, convorbirile telefonice folosind 7 cifre sunt perfect posibile, dar și folosind zece cifre cu prefixul 202 duc la același rezultat. Pentru orice alte convorbiri telefonice din afara zonei de acoperire, trebuie formate numerele obișnuite de șapte cifre precedate de prefixul zonei unde se va face convorbirea (așa numitele Ten-digit dialing). 

## Istoric
Original, prefixul telefonic 202 fusese un prefix alternativ pentru cele din zonele sub-urbane ale statele înconjurătoare Maryland și Virginia, care erau acoperite de prefixele originale 301 și 703, respectiv. Acest aranjament permitea ca toate convorbirile locale din zona metropolitană centrată în Washington, D.C. să fie formate doar prin folosirea a șapte cifre. Spre exemplificare, un număr din Kensington, statul Maryland, care avea oficial structura 301-949-xxxx, putea fi format și ca 202-949-xxxx. Oricum, după 1 octobrie 1990, datorită creșterii rapide de solicitării de linii telefonice noi, această posibilitate a fost epuizată și prefixul 202 nu a mai putut folosit interschimbabil cu prefixele 301 și 703. 
Spre exemplificare, toate numerele de telefon ale Congress-ului Statelor Unite au una din structurile următoarele 202-224-xxxx, 202-225-xxxx ori 202-226-xxxx.